# Semántica generativa
La semántica generativa es el nombre de un programa de investigación en el campo de la lingüística, iniciado con la obra de varios alumnos de Noam Chomsky de sus primeras épocas: John R. Ross, Paul Postal y, más adelante, James McCawley. George Lakoff también fue importante en la defensa de la teoría.
Este enfoque evolucionó a partir de la gramática generativa transformacional a mediados de la década de 1960, pero se mantuvo por fuera (e incluso en contra) de la obra de Noam Chomsky y de sus alumnos posteriores. Esta evolución llevó a un marco más abstracto y, posteriormente, a abandonar la noción de estructura profunda.
Algunas ideas originadas en el trabajo posterior en semántica generativa se integraron en la lingüística cognitiva, gramática sintagmática nuclear (HPSG, por sus siglas en inglés), Construcción Gramática, y también en la lingüística chomskyana.